# Кубок Бангладеш з футболу 2018
Кубок Бангладеш з футболу 2018 — 30-й розіграш кубкового футбольного турніру у Бангладеш. Титул володаря кубка втретє поспіль здобув Абахані Лімітед.

## Календар
| Раунд           | Дата                         | Матчі | Клуби  |
| --------------- | ---------------------------- | ----- | ------ |
| Груповий турнір | 27 жовтня - 6 листопада 2018 | 15    | 13 → 8 |
| 1/4 фіналу      | 8-11 листопада 2018          | 4     | 8 → 4  |
| 1/2 фіналу      | 19-20 листопада 2018         | 2     | 4 → 2  |
| Фінал           | 23 листопада 2018            | 1     | 2 → 1  |

## 1/4 фіналу
| Команда 1          | Рахунок | Команда 2                 |
| ------------------ | ------- | ------------------------- |
| 8 листопада 2018   |         |                           |
| Арамбаг            | 2:3     | Дакка Абахані Лімітед     |
| 9 листопада 2018   |         |                           |
| Саїф Спортінг Клаб | 1:2     | Шейх Джамал Дхамонді Клаб |
| 10 листопада 2018  |         |                           |
| Шейх Руссель       | 1:0     | Мохамеддан                |
| 11 листопада 2018  |         |                           |
| Башундхара Кінгс   | 5:1     | Тім БДМК                  |

## 1/2 фіналу
| Команда 1             | Рахунок | Команда 2                 |
| --------------------- | ------- | ------------------------- |
| 19 листопада 2018     |         |                           |
| Дакка Абахані Лімітед | 4:2     | Шейх Джамал Дхамонді Клаб |
| 20 листопада 2018     |         |                           |
| Шейх Руссель          | 0:1 дч  | Башундхара Кінгс          |

## Фінал
| 23 листопада 2018 |

| Дакка Абахані Лімітед       | 3:1      | Башундхара Кінгс |
| --------------------------- | -------- | ---------------- |
| Чізоба 50', 79' Бельфор 82' | Протокол | Коліндрес 21'    |

| Національний стадіон Бангабанду, Дакка Глядачів: 19 465 Арбітр: Мізанур Рахман |